# 게드로시아

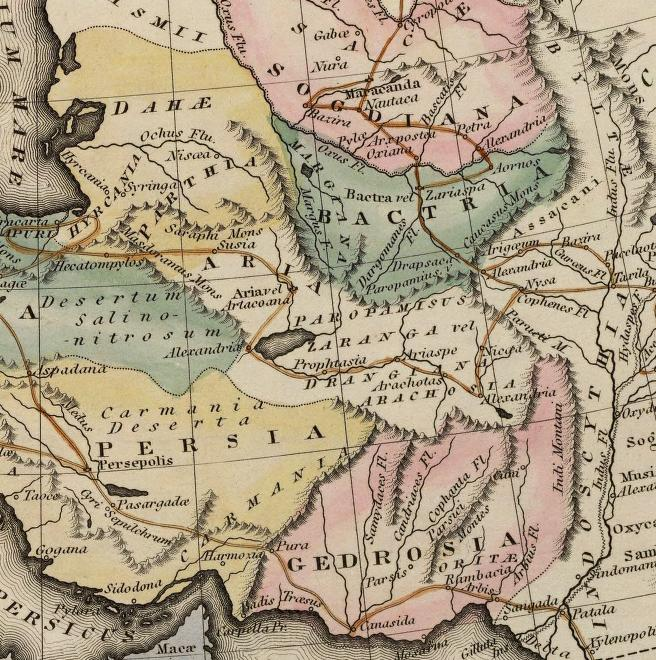
게드로시아를 통과하는 알렉산더 대왕의 경로를 보여주는 지도

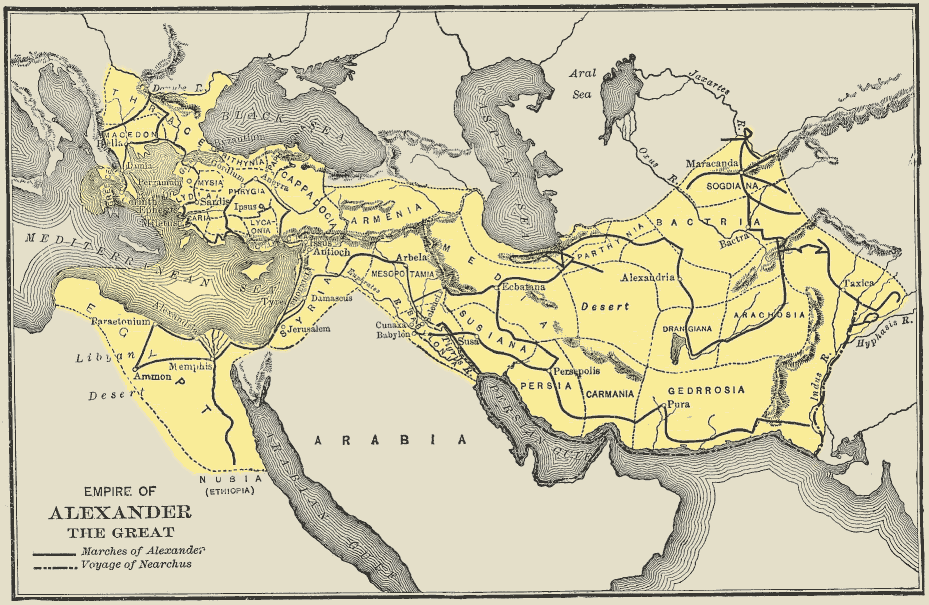
알렉산더 대왕의 전체 경로를 보여주는 지도

게드로시아는 현재 발루치스탄에 해당하는 영토의 고대 이름이다. 동 발루치스탄은 파키스탄의 북서 지방과 남부 중앙 아프가니스탄이며 서 발로치스탄은 이란의 호르모즈간 주와 시스탄 바 발루치스탄 주사이에서 나뉜다. 알렉산더 대왕과 그의 계승자에 대한 책에 따르면 게드로시아는 인더스강부터 호르무즈 해협의 남쪽 끝가지 뻗어있다고 한다.
게드로시아는 아라코시아와 드란기아나의 고대 지방의 바로 남쪽에 있으며 카르마니아의 동쪽, 그리고 고대 인도 왕국의 정서쪽에 있었다.
기원전 325년, 알렉산더 대왕은 동쪽으로 원정한 후에 귀환길에 이 지역을 통과하였다. 역사학자들은 알렉산더 대왕이 그의 군대의 3/4을 어려운 사막 조건에서 잃었다고 한다.